# Interstate 75 (Ohio)
Cet article traite d'une section intra-État de l'autoroute. Pour l'article traitant de l’autoroute au complet, référez-vous à Interstate 75.
L'Interstate 75 en Ohio est un segment de l'Interstate 75 (I-75), autoroute inter-États majeure traversant l'Est des États-Unis dans un axe nord-sud. L'interstate 75 relie la Floride (Miami) au Canada (Sault Ste. Marie), en traversant six États et passant dans les villes de Tampa Bay, Atlanta, Cincinnati et Détroit.
Dans l'État de l'Ohio, l'interstate 75 traverse la partie occidentale de l'État, connectant l'ensemble des grandes villes et agglomérations de l'Ouest de l'Ohio, soit Cincinnati, Dayton et Toledo. Elle est la seule autoroute inter-États à traverser l'Ohio entièrement du sud au nord. Avec une longueur totale de 211 miles (340 km), elle est la troisième autoroute la plus longue de l'État, après les interstates 90 et 80. Comme la plupart des autoroutes de l'Ohio, l'interstate 75 passe directement dans les centres urbains à densité maximale. Dans son parcours en Ohio, elle traverse les vallons formés par l'extrême nord des Appalaches dans l'extrême Sud de l'État, puis traverse les plaines des grands lacs, où elle atteint les rives du lac Érié près de son extrémité nord, à Toledo,.

## Description du tracé

### Cincinnati
En Ohio, l'interstate 75 débute à la frontière avec le Kentucky, au-dessus de la rivière Ohio, au Sud-Ouest du centre-ville de Cincinnati. Une très courte portion est en chevauchement avec l'Interstate 71, mais cette dernière bifurque vers l'Est tout juste après la traversée de la rivière pour rejoindre le centre-ville et Columbus. L'I-75 se dirige vers le Nord pour une distance d'environ 4 miles (6 km), traversant le secteur Ouest du centre de Cincinnati, puis tourne vers l'Est-Nord-Est après avoir intersecté l'Interstate 74, à son terminus Est. L'Interstate 75 continue de se diriger vers le nord-est jusqu'au mile 10, où elle quitte les limites de Cincinnati à sa jonction avec la route 126 d'Ohio, en entrant dans les banlieues Nord de la ville.

### Cincinnati-Dayton
L'Interstate 75 traverse une orientation Nord-Sud pour les prochains 6 miles (10 km), traversant Arlington Heights, Reading et Sharonville. Entre les miles 10 et 12, les deux chaussées de l'autoroute sont séparées par une grande distance (plus de 700 mètres), entourant un quartier résidentiel d'Arlington Heights . À Sharonville, au mile 16, un échangeur est présent avec l'Interstate 275, l'autoroute périphérique du grand Cincinnati. L'interstate 75 demeure un corridor très important pour les prochaines miles entre Cincinnati et Dayton. Le territoire demeure urbanisé entre les miles 16 et 43, l'autoroute passant près des villes de Mason, Monroe, Middletown, Franklin et Springboro. Au mile 43, l'Interstate 675 intersecte la 75, et contourne la ville de Dayton par le sud-est. L'I-75, quant à elle, entre directement dans le cœur urbain de Dayton. Entre les miles 52 et 55, l'I-75 traverse les limites ouest et nord du centre-ville, possédant une grande densité d'échangeurs. Dans les banlieues Nord de Dayton, soit Vandalia et Northridge, au mile 61, l'interstate 75 croise l'Interstate 70, autoroute majeure Est-Ouest de l'Ohio, connectant à Columbus vers l'Est et à l'Indiana vers l'Ouest.

### Dayton-Toledo
Entre les miles 61 et 82, l'autoroute demeure dans un corridor urbain au Nord de Dayton, passant dans Tipp City, Troy et Piqua. Dès lors, l'interstate 75 débute la traversée de la partie rurale et agricole de l'Ohio, les plaines des Grands Lacs. Jusqu'au mile 110 à Wapakoneta, l'I-75 se dirige franc Nord, passant près de Sidney au mile 92. À Wapakoneta, l'autoroute croise la U.S. Route 33. Au mile 120, l'I-75 atteint la ville de Lima, plus grande ville traversée entre Dayton et Toledo. Lima est contournée par le Sud-Est entre les miles 120 et 127, où plus de 5 échangeurs sont présents. Au mile 128, l'I-75 adopte une orientation vers le Nord-Est, jusqu'aux environs du mile 154. Dans cette section, la principale jonction est avec la U.S. Route 30, au mile 135, à Beaverdam. Au mile 154, l'I-75 revient dans une orientation Nord-Sud, passant juste à l'Ouest de Findlay.
Entre les miles 154 et 192, l'I-75 traverse une section principalement rurale, suivant de près la route 25 d'Ohio. Les villages de North Baltimore et Bowling Green bordent l'autoroute aux miles 167 et 181, respectivement. L'autoroute fait alors son entrée dans l'agglomération de Toledo, principal centre urbain du Nord-Ouest de l'Ohio.

### Toledo
Au mile 192, la 75 croise l'Interstate 475, cette dernière contournant Toledo par l'Ouest. Entre les miles 192 et 195, l'I-75 se dirige vers le Nord-Est, passant à l'Est de Perrysburg, et un vaste échangeur entre les interstates 75, 80 et 90, en plus de la route 795 d'Ohio, est présent. Les interstates 80 et 90 forment l'Ohio Turnpike, une autoroute à péage connectant à Chicago et Cleveland.
La 75 continue son approche du centre de Toledo jusqu'au mile 199, entre Rossford et Northwood, où elle traverse la rivière Maumee. Pour les 5 prochains miles, l'I-75 traverse un territoire densément peuplé, coupant au travers du centre-ville de Toledo. Au mile 204, elle croise à nouveau l'I-475, puis tourne abruptement vers l'Est, atteignant le Nord-Est de la ville de Toledo et l'Interstate 280 au mile 208. Tout juste après l'échangeur avec l'I-280, la 75 tourne vers le Nord, suivant les rives du Lac Érié à environ 1 km à l'intérieur des terres, puis au mile 211, l'autoroute traverse la frontière avec le Michigan. La ville de Détroit est située 50 miles (80 km) au Nord de la frontière,.

## Historique
Dans les années 1960, l'autoroute fut entièrement construite dans l'État de l'Ohio. L'autoroute remplaça en totalité le parcours emprunté par la U.S. Route 25, dont les segments furent remplacés par la route 25 d'Ohio.
En 2005, un échangeur diamant divergant était planifié pour remplacer l'échangeur avec les routes 15 et 224, mais ne vu pas le jour. Cet échangeur aurait été le premier de ce type aux États-Unis,.
En 2010, la section entre West Chester et Middletown fut élargie à 8 voies (4-4).
En 2015, une bretelle passant au-dessus de l'I-75 direction sud céda. Le pont était en phase de remplacement, mais l'autoroute sous le pont était toujours ouverte au moment de l'incident. L'écrasement s'est produit le 19 janvier à 22h30 EDT, près de Hopple St. à Cincinnati. Un travailleur fut tué, et un conducteur fut blessé lorsque son camion percuta la structure venant tout juste de tomber.
En 2014, l'I-75 à travers Dayton fut entièrement reconfigurée et élargie, notamment la section près l'Interstate 70. Un projet similaire a pris place entre les miles 192 et 195 à Perrysburg, notamment en ajoutant une voie dans chaque direction.
En mai 2019, à West Chester, l'échangeur avec le Union Centre Blvd. commença à être transformé en échangeur diamant divergant. L'échangeur fut complété en mai 2020 au coût de $ 20 millions USD.

## Autoroutes auxiliaires
Dans l'État de l'Ohio, l'interstate 75 possède trois autoroutes auxiliaires :
- L'Interstate 275 est une autoroute contournant entièrement l'agglomération de Cincinnati, passant dans le Kentucky et l'Indiana.
- L'Interstate 475 contourne la ville de Toledo par l'Ouest.
- Interstate 675 est une voie de contournement située au Sud-Est de la ville de Dayton.

## Aires de service
Plusieurs aires de service sont présentes aux abords de l'I-75 en Ohio, notamment au mile 26 à Monroe (incluant un centre d'information touristique), au mile 80 à Piqua, au mile 114 à Wapakoneta, au mile 151 au Sud-Ouest de Findlay, et au mile 177 à Portage (incluant un centre d'information touristique). Les aires de service possèdent quelques accommodations.

## Disposition des voies
Entre les miles 0 et 1, l'I-75 possède 4 ou 6 voies en alternance (pont et bretelles). L'autoroute comprend par la suite 8 voies (4-4) entre les miles 1 et 4, à la jonction avec l'I-75, puis tombe à 6 voies (3-3) à la hauteur du mile 5, avec une petite portion avec encore 4 voies en direction Nord. L'autoroute maintien cette disposition jusqu'à la jonction avec l'I-275 au mile 16. Elle tombe à nouveau à 8 voies (4-4) jusqu'au mile 38 à Franklin, où elle possède désormais 6 voies (3-3). En traversant Dayton, jusqu'au mile 61, l'autoroute possède principalement 6 voies, mais certains brefs segment ont plus de voies. Aux abords de la jonction avec l'Interstate 70, l'autoroute s'élargit à plus de 10 voies (5-5). L'I-75 demeure à 6 voies jusqu'au mile 75 à Troy, où elle devient une autoroute standard à 4 voies (2-2), et ce, jusqu'au mile 160 à Findlay. Entre les miles 160 et 195 (intersection avec les interstates 80 et 90, ou Ohio Turnpike), elle possède 6 voies (3-3), puis s'élargit à 8 voies (4-4) jusqu'au mile 198. En traversant Toledo, elle ne possède que 4 voies (2-2), puis s'élargit à 6 voies (3-3) près du mile 202. Finalement, elle maintient cette disposition des voies jusqu'au mile 211, à la frontière avec le Michigan.

## Liste des échangeurs
| Liste des échangeurs de l'Interstate 75 en Ohio                    | Liste des échangeurs de l'Interstate 75 en Ohio | Liste des échangeurs de l'Interstate 75 en Ohio | Liste des échangeurs de l'Interstate 75 en Ohio                      | Liste des échangeurs de l'Interstate 75 en Ohio                                                                      | Liste des échangeurs de l'Interstate 75 en Ohio |
| Emplacement                                                        | Mile                                            | km                                              | #                                                                    | Intersection/Destinations                                                                                            | Notes |
| ------------------------------------------------------------------ | ----------------------------------------------- | ----------------------------------------------- | -------------------------------------------------------------------- | --- | --- |
| Rivière OhioFrontière Ohio-Kentucky                                | 0,00                                            | 0,00                                            | I-71 sud, I-75 sud – Covington (KY), Louisville (KY), Lexington (KY) | I-71 sud, I-75 sud – Covington (KY), Louisville (KY), Lexington (KY)                                                 | Extrémité sud de l'Interstate 75 en Ohio; Pont Brent Spence; Chevauchement avec l'Interstate 71, se poursuivant au Kentucky                                          |
| Cincinnati                                                         | 0,25                                            | 0,40                                            | 1A                                                                   | 2nd St., Riverfront                                                                                                  | Sortie direction sud seulement; Entrée direction nord possible par la 5th St. (équivalent à la sortie 1C)                                                            |
| Cincinnati                                                         | 0,22                                            | 0,35                                            | 1B                                                                   | I-71 nord, vers US-50 et US-52 – Columbus, Cleveland, Montgomery                                                     | Vers I-471 sud; Extrémité nord du chevauchement entre les Interstates 71 et 75                                                                                       |
| Cincinnati                                                         | 0,50                                            | 0,81                                            | 1C                                                                   | US-22, US-27, US-42, US-52, US-127 (5th St.), Central Ave. – Cincinnati Centre-Ville                                 | Aucune entrée direction sud |
| Cincinnati                                                         | 0,63                                            | 1,01                                            | 1D                                                                   | US-50 ouest, OH-264 ouest (River Rd., Sixth Street Expwy.), Linn St., Gest St. – Delhi Hills                         | Aucune signalisation pour la OH-264; Sortie direction nord et entrée direction sud seulement                                                                         |
| Cincinnati                                                         | 0,71                                            | 1,14                                            | 1E                                                                   | 7th St. – Cincinnati                                                                                                 | Aucune sortie direction nord; Accès au Fire Museum |
| Cincinnati                                                         | 1,24                                            | 2,00                                            | 1F                                                                   | Freeman Ave. | Accès à la US-50 ouest en direction sud; Sortie direction sud et entrée direction nord seulement                                                                     |
| Cincinnati                                                         | 1,44                                            | 2,32                                            | 1G                                                                   | Ezzard Charles Dr., Lincoln Park Dr.                                                                                 | Aucune sortie direction nord sur l'autoroute principale (accès par les sorties avoisinantes); Accès au Museum Center au Union Terminal et au John Hauck House Museum |
| Cincinnati                                                         | 1,72                                            | 2,77                                            | 2A                                                                   | Western Ave., Liberty St., Findlay St., Dalton Ave.                                                                  | Sortie direction sud et entrée direction nord seulement |
| Cincinnati                                                         | 2,51                                            | 4,04                                            | 2B                                                                   | Harrison Ave., Western Hills Viaduct, Rapid Run Rd.                                                                  | Aucune sortie menant vers l'est (US-127) |
| Cincinnati                                                         | 3,50                                            | 5,63                                            | 3                                                                    | Hopple St., vers US-27 sud, US-52 est, US-127 (Central Pkwy.) et Martin Luther King Jr. Dr. – College Hill           | Extrémité sud du chevauchement avec les U.S. route 27 et 52 |
| Cincinnati                                                         | 4,23                                            | 6,81                                            | 4                                                                    | I-74 ouest, US-27 nord, US-52 ouest – White Oak, Harrison, Indianapolis                                              | Terminus est de l'Interstate 74; Sortie 20 de l'I-74; Extrémité nord du chevauchement avec les U.S. Route 27 et 52                                                   |
| Cincinnati                                                         | 6,46                                            | 10,40                                           | 6                                                                    | Mitchell Ave., vers Vine St. – St. Bernard                                                                           | |
| Cincinnati                                                         | 7,81                                            | 12,57                                           | 7                                                                    | OH-562 est – Norwood, Kenwood, The Village of Indian Hill                                                            | Vers l'Interstate 71 nord |
| Cincinnati                                                         | 8,57                                            | 13,79                                           | 8                                                                    | Towne St., vers Vine St. – Elmwood Place, Finneytown                                                                 | Sortie direction nord et entrée direction nord seulement |
| Cincinnati                                                         | 9,45                                            | 15,21                                           | 9                                                                    | OH-4 (Paddock Rd.), vers OH-561 (Seymour Ave.) – Golf Manor                                                          | |
| Cincinnati                                                         | 10,31                                           | 16,59                                           | 10A                                                                  | OH-126 (County Hwy., Ronald Reagan Cross County Hwy.) – Montgomery, North College Hill                               | |
| Arlington Heights                                                  | 10,89                                           | 17,53                                           | 10B10                                                                | Galbraith Rd. – Arlington Heights, Reading                                                                           | Accès à la OH-126 direction sud |
| Lockland                                                           | 11,84                                           | 19,05                                           | 12                                                                   | Davis St. (direction nord), Wyoming Ave. (direction sud), Cooper Ave. (direction sud) – Wyoming, Lockland, Reading   | Aucune entrée direction nord; Bretelles éloignées |
| Evendale                                                           | 12,92                                           | 20,79                                           | 13                                                                   | Sheperd Ln., Neumann Way – Lincoln Heights, Reading                                                                  | Accès à la Neumann Way par la sortie 14 en direction sud |
| Evendale                                                           | 14,26                                           | 22,95                                           | 14                                                                   | Glendale-Milford Rd. – Evendale, Woodlawn, Blue Ash                                                                  | |
| Sharonville                                                        | 15,39                                           | 24,77                                           | 15                                                                   | Sharon Rd. – Glendale, Sharonville (sud)                                                                             | |
| Sharonville                                                        | 16,79                                           | 27,02                                           | 16AB                                                                 | I-275 (Circle Frwy.) – Fairfield, Montgomery Vers I-71 et I-74 – Columbus, Indianapolis                              | Sortie numérotée 16A vers l'est et numérotée 16B vers l'ouest; Sortie 43 de la I-275; Autoroute périphérique de Cincinnati                                           |
| West Chester                                                       | 19,24                                           | 30,96                                           | 19                                                                   | Union Centre Blvd. – Fairfield, Pisgah                                                                               | Échangeur diamant divergant |
| West Chester                                                       | 21,23                                           | 34,17                                           | 21                                                                   | Cincinnati-Dayton Rd. – Tylersville                                                                                  | Ancienne US-25 |
| Maud                                                               | 22,82                                           | 36,73                                           | 22                                                                   | Tylersville Rd. – Mason, Tylersville, Maud                                                                           | |
| Bethany                                                            | 24,19                                           | 38,93                                           | 24                                                                   | OH-129 ouest, Liberty Way – Hamilton, Princeton, Oxford                                                              | |
| Monroe                                                             | 29,10                                           | 46,83                                           | 29                                                                   | OH-63 – Monroe, Lebanon                                                                                              | |
| Blue Ball                                                          | 32,82                                           | 52,82                                           | 32                                                                   | OH-122 – Middletown, Blue Ball, Red Lion                                                                             | |
| Franklin                                                           | 36,89                                           | 59,37                                           | 36                                                                   | OH-123 – Franklin, Red Lion, Lebanon                                                                                 | |
| Springsboro                                                        | 38,74                                           | 62,35                                           | 38                                                                   | OH-73 – Springsboro, Franklin, Wilmington                                                                            | |
| Miamisburg                                                         | 41,56                                           | 66,88                                           | 41                                                                   | Austin Blvd. – Springsboro, Miamisburg                                                                               | |
| Miamisburg                                                         | 43,51                                           | 70,03                                           | 43                                                                   | I-675 nord – Beavercreek Vers I-70 est – Columbus                                                                    | Extrémité sud de la I-675; Autoroute de contournement sud-est de Dayton                                                                                              |
| Miamisburg                                                         | 44,66                                           | 71,87                                           | 44                                                                   | OH-725 (Central Ave., Miamisburg-Centerville Pike) – Miamisburg, Germantown, Centerville                             | Accès au Dayton Mall et au Cox Arboretum |
| West Carrollton                                                    | 47,31                                           | 76,14                                           | 47                                                                   | East Dixie Dr., Central Ave., Vers Alexandersville-Bellbrook Pike – West Carrollton, Moraine, Kettering              | |
| Moraine                                                            | 50,23                                           | 80,84                                           | 50A                                                                  | Dryden Rd. – Moraine                                                                                                 | |
| Moraine                                                            | 50,49                                           | 81,26                                           | 50B                                                                  | OH-741 sud (Springsboro Pike) – Moraine                                                                              | Sortie direction sud et entrée direction nord seulement |
| Rivière Great Miami                                                | 51,36                                           | 82,66                                           | Traverse de la rivière Great Miami                                   | Traverse de la rivière Great Miami                                                                                   | Traverse de la rivière Great Miami |
| Dayton                                                             | 51,70                                           | 83,20                                           | 51                                                                   | Edwin C. Moses Blvd., Nicholas Rd.                                                                                   | Vers Carillon Historic Park |
| Dayton                                                             | 52,69                                           | 84,80                                           | 52                                                                   | US-35, OH-4 sud, Germantown St. – Beavercreek, Xenia, Drexel, Eaton                                                  | Extrémité sud du chevauchement avec la OH-4 |
| Dayton                                                             | 53,18                                           | 85,58                                           | Traverse de la rivière Great Miami                                   | Traverse de la rivière Great Miami                                                                                   | Traverse de la rivière Great Miami |
| Dayton                                                             | 53,41                                           | 85,96                                           | 53                                                                   | 2nd St., Salem Ave., 1st St. (direction nord) – Dayton Centre-Ville                                                  | Vers le Convention Center |
| Dayton                                                             | 53,80                                           | 86,60                                           | Traverse de la rivière Great Miami                                   | Traverse de la rivière Great Miami                                                                                   | Traverse de la rivière Great Miami |
| Dayton                                                             | 54,38                                           | 87,52                                           | 54A                                                                  | OH-48 (Main St.), Grand Ave., Riverside Dr.                                                                          | |
| Dayton                                                             | 54,63                                           | 87,92                                           | Traverse de la rivière Great Miami                                   | Traverse de la rivière Great Miami                                                                                   | Traverse de la rivière Great Miami |
| Dayton                                                             | 54,85                                           | 88,28                                           | 54B                                                                  | OH-4 nord, Webster St., Keowee St. – Riverside, Springfield                                                          | Extrémité nord du chevauchement avec la OH-4 |
| Dayton                                                             | 55,95                                           | 90,04                                           | 56                                                                   | Stanley Ave., vers Troy St. – Riverside                                                                              | |
| Dayton                                                             | 56,15                                           | 90,36                                           | Traverse de la rivière Great Miami                                   | Traverse de la rivière Great Miami                                                                                   | Traverse de la rivière Great Miami |
| Northridge                                                         | 56,74                                           | 91,31                                           | 57                                                                   | Wagner Ford Rd., Siebenthaler Ave., Neff Rd., Vers Ridge Ave. – Northridge                                           | |
| Northridge                                                         | 58,21                                           | 93,68                                           | 58                                                                   | Needmore Rd. – Northridge, Huber Heights, Shiloh                                                                     | |
| Vandalia                                                           | 59,72                                           | 96,11                                           | 59                                                                   | Wyse Rd., Benchwood Rd. – Vandalia (sud)                                                                             | |
| Vandalia                                                           | 60,71                                           | 97,70                                           | 60                                                                   | Little York Rd. – Murlin Heights, Little York                                                                        | |
| Vandalia                                                           | 61,37                                           | 98,76                                           | 61AB                                                                 | I-70 – Indianapolis (IN), Richmond (IN), Springfield, Columbus, Aéroport international de Dayton                     | Sortie numérotée 61A vers l'Est (Columbus) et 61B vers l'Ouest (Indianapolis); Sortie 33 de la I-70                                                                  |
| Vandalia                                                           | 63,18                                           | 101,68                                          | 63                                                                   | US-40 – Donnelsville, Huber Heights, Vandalia                                                                        | |
| Vandalia                                                           | 63,84                                           | 102,74                                          | 64                                                                   | Northwoods Blvd. – Vandalia (nord)                                                                                   | |
| Tipp City                                                          | 67,96                                           | 109,37                                          | 68                                                                   | OH-571 – Tipp City, West Milton, Nashville                                                                           | |
| Tipp City                                                          | 69,74                                           | 112,24                                          | 69                                                                   | County Rd. 25A | Ancienne US-25 |
| Troy                                                               | 73,20                                           | 117,80                                          | 73                                                                   | OH-55 – Ludlow Falls, Laura, Staunton, Troy                                                                          | |
| Troy                                                               | 75,05                                           | 120,78                                          | 74                                                                   | OH-41 – Covington, Troy, Springfield                                                                                 | |
| Eldean                                                             | 78,50                                           | 126,33                                          | 78                                                                   | County Road 25A – Eldean, Piqua                                                                                      | Ancienne US-25 |
| Rivière Great Miami                                                | 78,62                                           | 126,53                                          | Traverse de la rivière Great Miami                                   | Traverse de la rivière Great Miami                                                                                   | Traverse de la rivière Great Miami |
| Piqua                                                              | 82,07                                           | 132,08                                          | 82                                                                   | US-36 – Piqua, Greenville, Urbana                                                                                    | |
| Piqua                                                              | 83,02                                           | 133,60                                          | 83                                                                   | County Road 25A – Piqua                                                                                              | Ancienne US-25 |
| Sidney                                                             | 90,58                                           | 145,77                                          | 90                                                                   | Fair Rd. – Sidney, Lockington                                                                                        | |
| Sidney                                                             | 91,96                                           | 148,00                                          | 92                                                                   | OH-47, Interstate 75 Business Loop – Sidney, Bellefontaine, Versailles, Union City                                   | |
| Sidney                                                             | 93,83                                           | 151,00                                          | 93                                                                   | OH-29 – Sidney, St. Marys, McCartyville                                                                              | |
| Sidney                                                             | 94,73                                           | 152,45                                          | 94                                                                   | County Road 25A – Sidney, Swanders                                                                                   | Ancienne US-25 |
| Anna                                                               | 99,77                                           | 160,56                                          | 99                                                                   | OH-119 – Anna, McCartyville, Minster, Maplewood                                                                      | |
|                                                                    | 102,84                                          | 165,50                                          | 102                                                                  | OH-274 – New Bremen, Kettlersville, Montra, Jackson Center, Huntsville                                               | |
| Botkins                                                            | 104,84                                          | 168,72                                          | 104                                                                  | OH-219 – Botkins | |
| Wapakoneta                                                         | 110,82                                          | 178,35                                          | 110                                                                  | US-33 – St. Marys, Celina, Bellefontaine, Marysville, Columbus                                                       | |
| Wapakoneta                                                         | 111,26                                          | 179,06                                          | 111                                                                  | Bellefontaine St. – Wapakoneta                                                                                       | |
| Wapakoneta                                                         | 113,02                                          | 181,89                                          | 113                                                                  | OH-67 – Wapakoneta, Uniopolis, Waynesfield, Kenton                                                                   | |
| Cridersville                                                       | 118,16                                          | 190,16                                          | 118                                                                  | National Rd. – Cridersville, Hume                                                                                    | |
| Fort Shawnee                                                       | 120,52                                          | 193,96                                          | 120                                                                  | Breese Rd. – Fort Shawnee                                                                                            | |
| Lima                                                               | 122,63                                          | 197,35                                          | 122                                                                  | OH-65 – Uniopolis, Lima                                                                                              | |
| Lima                                                               | 124,51                                          | 200,38                                          | 124                                                                  | 4th St. | |
| Lima                                                               | 125,43                                          | 201,86                                          | 125                                                                  | OH-117, OH-309 – Lima Centre, Kenton, Delphos                                                                        | Principal accès au centre de Lima en direction nord |
| Lima                                                               | 127,15                                          | 204,63                                          | 127                                                                  | OH-81 – Lima Centre, Lafayette, Ada                                                                                  | Principal accès au centre de Lima en direction sud |
|                                                                    | 130,23                                          | 209,58                                          | 130                                                                  | Bluelick Rd. | |
| Beaverdam                                                          | 134,72                                          | 216,81                                          | 134                                                                  | Napoleon Rd. – Beaverdam                                                                                             | Sortie direction nord et entrée direction sud seulement |
| Beaverdam                                                          | 135,69                                          | 218,37                                          | 135                                                                  | OH-696, Vers US-30 – Beaverdam, Pandora, Upper Sandusky, Delphos, Van Wert                                           | Historique Route Lincoln; Jonction avec la US-30 dans un échangeur séparé, accessible de la OH-696                                                                   |
| Bluffton                                                           | 140,52                                          | 226,15                                          | 140                                                                  | Bentley Rd. – Bluffton,                                                                                              | Accès à l'Université Bluffton |
| Bluffton                                                           | 142,48                                          | 229,30                                          | 142                                                                  | OH-103 – Bluffton, Arlington, Jenera                                                                                 | |
| Mount Cory                                                         | 145,36                                          | 233,93                                          | 145                                                                  | OH-235 – Ada, Mount Cory                                                                                             | Aucune sortie pour une distance de 11 miles (18 km) |
| Findlay                                                            | 156,81                                          | 252,36                                          | 156                                                                  | US-68 sud, OH-15 est, Interstate 75 Business Loop nord, vers US-23 – Kenton, Carey, Upper Sandusky, Columbus, Marion | Extrémité sud du chevauchement avec la OH-15; Terminus nord de la U.S. Route 68                                                                                      |
| Findlay                                                            | 157,90                                          | 254,12                                          | 157                                                                  | OH-12 – Findlay Centre, Benton Ridge, Columbus Grove                                                                 | Accès à l'Université de Findlay |
| Findlay                                                            | 159,10                                          | 256,05                                          | 159                                                                  | US-224, OH-15 ouest – Findlay, Ottawa, Tiffin, Fostoria                                                              | Extrémité nord du chevauchement avec la OH-15 |
|                                                                    | 161,20                                          | 259,43                                          | 161                                                                  | County Rd. 99 – Mortimer                                                                                             | |
| Van Buren                                                          | 164,65                                          | 264,98                                          | 164                                                                  | OH-613 – Van Buren, Mortimer, McComb, Fostoria, Bloomdale                                                            | |
| North Baltimore                                                    | 167,15                                          | 269,00                                          | 167                                                                  | OH-18 – North Baltimore, Defiance, Fostoria, Bairdstown                                                              | |
|                                                                    | 167,81                                          | 270,06                                          | 168                                                                  | Eagleville Rd., Quarry Rd., Grant Rd., Insley Rd. (voies de service)                                                 | |
| Cygnet                                                             | 171,86                                          | 276,58                                          | 171                                                                  | OH-25 nord – Cygnet, Hammansburg, West Millgrove                                                                     | Terminus sud de la OH-25 |
| Bowling Green                                                      | 179,75                                          | 289,28                                          | 179                                                                  | US-6 – Napoleon, Fremont, New Rochester, Bowling Green                                                               | |
| Bowling Green                                                      | 181,41                                          | 291,95                                          | 181                                                                  | OH-64, OH-105 – Bowling Green, Scotch Ridge, Pemberville                                                             | Vers la Bowling Green State University |
| Haskins                                                            | 187,24                                          | 301,33                                          | 187                                                                  | OH-582 – Haskins, Dunbridge, Luckey, Woodville                                                                       | |
| Perrysburg                                                         | 192,30                                          | 309,47                                          | 192                                                                  | I-475 nord, US-23 nord – Maumee, Ann Arbor (MI) Vers US-24 ouest – Fort Wayne (IN)                                   | Terminus sud-est de la I-475; Extrémité sud du chevauchement avec la US-23                                                                                           |
| Perrysburg                                                         | 193,85                                          | 311,97                                          | 193                                                                  | US-20, US-23 sud – Perrysburg, Fremont, Lime City, Woodville                                                         | Extrémité nord du chevauchement avec la US-23 |
| Rossford                                                           | 195,46                                          | 314,56                                          | 195AB                                                                | I-80, I-90 (Ohio Turnpike) – Cleveland, South Bend, Chicago OH-795 (Martin Rd.) – Perrysburg, Moline                 | Sortie 64 des interstates 80/90; Autoroute à péage; Deux échangeurs séparés sur les voies de service; sortie 195A vers la OH-795 et 195B vers le Turnpike            |
| Rossford                                                           | 197,19                                          | 317,35                                          | 197                                                                  | Buck Rd., Glenwood Rd. – Rossford                                                                                    | |
| Northwood                                                          | 199,02                                          | 320,29                                          | 198                                                                  | Wales Rd., Oregon Rd. – Northwood                                                                                    | |
| Toledo                                                             | 199,84                                          | 321,61                                          | 199AB                                                                | OH-65 (Miami St.) – Rossford, Toledo (sud-est)                                                                       | En direction sud, la sortie est numérotée 199B vers l'ouest (Rossford) et 199A vers l'est (Toledo)                                                                   |
| Toledo                                                             | 199,96                                          | 321,80                                          | Traverse de la rivière Maumee sur le pont Michael V. DiSalle         | Traverse de la rivière Maumee sur le pont Michael V. DiSalle                                                         | Traverse de la rivière Maumee sur le pont Michael V. DiSalle |
| Toledo                                                             | 200,60                                          | 322,83                                          | 200                                                                  | Kuhlman Dr., South Ave., Broadway St.                                                                                | Accès au zoo de Toledo |
| Toledo                                                             | 201,52                                          | 324,32                                          | 201A                                                                 | Vers OH-25 et OH-2 (Airport Hwy., Navarre Ave.), Collingwood Ave. – Maumee, Oregon                                   | Sortie direction nord et entrée direction sud seulement pour la Collingwood Ave.Accès à la OH-25 nord en direction sud et accès à la OH-25 sud direction nord        |
| Toledo                                                             | 201,68                                          | 324,57                                          | 201B                                                                 | OH-25 – Toledo Centre-Ville, Maumee                                                                                  | Sortie direction nord pour la OH-25 nord et entrée direction sud de la OH-25 sud seulement; Principal accès au centre-ville de Toledo en direction nord              |
| Toledo                                                             | 202,03                                          | 325,14                                          | 202A                                                                 | Washington St., Indiana Ave. – Toledo Centre-Ville                                                                   | Sortie direction sud et entrée direction nord seulement; Principal accès au centre-ville de Toledo en direction sud                                                  |
| Toledo                                                             | 202,49                                          | 325,88                                          | 202B                                                                 | Collingwood Blvd. | Sortie direction sud et entrée direction nord seulement |
| Toledo                                                             | 203,33                                          | 327,23                                          | 203A                                                                 | Bancroft St., Lawrence Ave., vers OH-51 sud (Monroe St.)                                                             | Sortie direction nord et entrée direction sud seulement |
| Toledo                                                             | 203,68                                          | 327,79                                          | 203B                                                                 | US-24 (Detroit Ave.), OH-51 (Monroe St.)                                                                             | |
| Toledo                                                             | 204,36                                          | 328,89                                          | 204                                                                  | I-475 sud, vers US-23 nord – Sylvania, Maumee, Ann Arbor (MI)                                                        | Sortie 20AB de la I-475; Extrémité nord-est de la I-475 |
| Toledo                                                             | 204,81                                          | 329,61                                          | 205A                                                                 | Jeep Pkwy. | |
| Toledo                                                             | 206,00                                          | 331,52                                          | 206                                                                  | Vers US-24 (Detroit Ave.), Phillips Ave., Cherry St.                                                                 | |
| Toledo                                                             | 206,93                                          | 333,02                                          | 207                                                                  | Stickney Ave., Lagrange St.                                                                                          | |
| Toledo                                                             | 207,81                                          | 334,44                                          | 208                                                                  | I-280 sud (Lake Erie Circle Tour sud) – Oregon, Northwood Vers I-80 est, I-90 est (Ohio Turnpike) – Cleveland        | Terminus nord de la I-280; Extrémité sud du chevauchement avec le Lake Erie Circle Tour                                                                              |
| Toledo                                                             | 209,52                                          | 337,19                                          | 209                                                                  | Ottawa River Rd. | Sortie direction nord et entrée direction sud seulement |
| Toledo                                                             | 209,84                                          | 337,70                                          | Traverse de la rivière Ottawa                                        | Traverse de la rivière Ottawa                                                                                        | Traverse de la rivière Ottawa |
| Toledo                                                             | 210,52                                          | 338,80                                          | 210                                                                  | OH-184 (Alexis Rd.)                                                                                                  | |
| Frontière Ohio-Michigan                                            | 211,55                                          | 340,46                                          | I-75 nord (Lake Erie Circle Tour nord) – Détroit (MI), Windsor (ON)  | I-75 nord (Lake Erie Circle Tour nord) – Détroit (MI), Windsor (ON)                                                  | Extrémité nord de la I-75 en Ohio; Poursuite du chevauchement avec le Lake Erie Circle Tour au Michigan; La ville de Détroit est située 50 miles (81 km) au Nord     |
| - Échangeur Incomplet - Chevauchement - Pont / Cours d'eau - Péage |                                                 |                                                 |                                                                      | | |

## Liste des villes traversées
- Cincinnati
- Arlington Heights
- Lockland
- Reading
- Woodlawn
- Sharonville
- West Chester
- Maud
- Bethany
- Jericho
- Monroe
- Blue Ball
- Franklin
- Springboro
- Miamisburg
- Moraine
- Dayton
- Northridge
- Vandalia
- Ginghamsburg
- Tipp City
- Troy
- Eldean
- Piqua
- Kirkwood
- Sidney
- Swanders
- Anna
- Botkins
- Wapakoneta
- Cridersville
- Fort Shawnee
- Lima
- Beaverdam
- Bluffton
- Mount Cory
- Rawson
- Findlay
- Mortimer
- Van Buren
- North Baltimore
- Cygnet
- Portage
- Bowling Green
- Sugar Ridge
- Dunbridge
- Perrysburg
- Rossford
- Toledo